# Mare Kandre-priset
Mare Kandre-priset är ett svenskt litteraturpris som delas ut årligen på Stockholms internationella poesifestival. Priset instiftades till minne av Mare Kandre (1962–2005) som ett samarbete mellan tidskriften 20TAL och Kandres familj. Det utdelades första gången 2006. Priset syftar till att belöna unga författare som skriver i Kandres anda.
Juryn utgörs av Kandres familj och tidskriften 20TAL. 

## Pristagare
- 2006 – Anne Swärd
- 2007 – Sara Hallström
- 2008 – Ida Börjel
- 2009 – Jonas Brun
- 2010 – Ann Hallström[3]
- 2011 – Carolina Fredriksson[4]
- 2012 – Mats Kolmisoppi[5]
- 2013 – Linda Boström Knausgård[6]
- 2014 – Martin Tistedt[7]
- 2015 – Helena Österlund[8]
- 2016 – Malin Axelsson[9]
- 2017 – Sanna Hartnor[10]
- 2018 – Leif Holmstrand[11]
- 2019 – Nina Hemmingsson[12]
- 2020 – Ej utdelat
- 2021 – Ej utdelat
- 2022 – Andrea Lundgren[13]
- 2023 – Judith Kiros
- 2024 – Rasmus Daugbjerg

### Fotnoter
1. ↑  ”Mare Kandre-priset”. 10-tal. Arkiverad från originalet den 22 juni 2013. https://web.archive.org/web/20130622153839/http://www.10tal.se/?p=1494. Läst 17 maj 2012.
2. ↑  ”Mare Kandre-priset 2011”. Dagens bok. http://dagensbok.com/2011/12/01/mare-kandre-priset-2011/. Läst 19 maj 2012.
3. ↑  ”Ann Hallström får Mare Kandre-pris”. DN.SE. 26 november 2010. https://www.dn.se/arkiv/kultur/ann-hallstrom-far-mare-kandre-pris/. Läst 17 november 2022.
4. ↑  Spektra (30 november 2011). ”Mare Kandre-priset till Fredriksson”. Svenska Dagbladet. ISSN 1101-2412. https://www.svd.se/a/3289da5f-e898-350d-945f-360d395a53da/mare-kandre-priset-till-fredriksson. Läst 17 november 2022.
5. ↑  ”Författarpris till HD-medarbetare”. HD. https://www.hd.se/2012-11-21/forfattarpris-till-hd-medarbetare. Läst 17 november 2022.
6. ↑  TT (5 december 2013). ”Mare Kandre-priset till Knausgård”. gp.se. https://www.gp.se/1.615164. Läst 17 november 2022.
7. ↑  ”Kandre-pris till Martin Tistedt”. Arbetarbladet. https://www.arbetarbladet.se/2014-11-28/kandre-pris-till-martin-tistedt. Läst 17 november 2022.
8. ↑  TT (26 november 2015). ”Mare Kandre-priset till Österlund”. Svenska Dagbladet. ISSN 1101-2412. https://www.svd.se/a/4de0e004-4e37-420f-880f-998d2952d522/mare-kandre-priset-till-osterlund. Läst 17 november 2022.
9. ↑  TT (20 november 2016). ”Mare Kandre-priset till Axelsson”. gp.se. https://www.gp.se/1.3975821. Läst 17 november 2022.
10. ↑  ”Malmöpoet får Mare Kandre-priset för diktsamling om Västra hamnen”. Sydsvenskan. https://www.sydsvenskan.se/2017-11-28/malmopoet-far-mare-kandre-priset-for-diktsamling-om-vastra-hamnen. Läst 17 november 2022.
11. ↑  TT (1 december 2018). ”Mare Kandre-priset till Holmstrand”. Svenska Dagbladet. ISSN 1101-2412. https://www.svd.se/a/rL7x38/mare-kandre-priset-till-holmstrand. Läst 17 november 2022.
12. ↑  ”Nina Hemmingsson får Mare Kandre-priset: ”Hon är en idol för mig””. Dagens Nyheter. 15 november 2019. ISSN 1101-2447. https://www.dn.se/kultur-noje/nina-hemmingsson-far-mare-kandre-priset-hon-ar-en-idol-for-mig/. Läst 17 november 2022.
13. ↑  ”Andrea Lundgren får Mare Kandre-priset”. www.vk.se. 2 december 2022. https://www.vk.se/2022-12-02/andrea-lundgren-far-mare-kandre-priset. Läst 5 december 2022.